# Лустрација у Украјини
У Украјини лустрација (укр. люстрація, liustratsiia) односи се на уклањање са јавних функција државних службеника који су служили за време мандата украјинског председника Виктора Јануковича. Ова мера је покренута под председником Петром Порошенком, након што је Јанукович свргнут у Револуцији достојанства. Ова лустрација се односи и на државне службенике који су били активни у Комунистичкој партији Совјетског Савеза пре 1991. године. У предлогу новоизабраног председника Владимира Зеленског из 2019. године предложено је проширење лустрације на званичнике који су служили под Порошенком, наводећи незадовољство које су многи Украјинци осећали због углавном неефикасне украјинске бирократије до краја Порошенковог председничког мандата. Предлог је изазвао много више критика, укључујући и међународну критику, него прва рунда лустрације (2014), како због тога што је Порошенко мирно предао власт Зеленском, тако и због веровања многих Украјинаца да је Порошенково председништво много мање корумпирано од Јануковичевог. Без обзира на то, пресуда Европског суда за људска права има важне импликације за будуће такве програме. Недељу дана након предлога, члан Зеленског странке Слуга народа предложио је да се прекине политика лустрације. До 2020. се за лустрацију тврдило да је релативно успешна у чишћењу већег дела претходне корумпиране бирократије у Украјини, као и у уклањању проруских званичника који су служили под председником Јануковичем. Међутим, такође се тврдило да је то донекле неуспех у томе што су многи представници Јануковичеве Партије региона остали са политичким утицајем, иако као политичка опозиција у Украјини, и уместо тога сада названи „Опозициони блок“. Усред руско-украјинског рата, 2022. године, Опозициони блок је, заједно са другим проруским партијама, забрањен, што је довело до тога да је лустрација била при крају.
Назив лустрација алудира на сличне чистке државних службеника које су се десиле у источној Европи након распада Совјетског Савеза. Искључење из службе одређује се на период од пет до десет година. 

## Преглед
Циљ лустрацијске кампање је да се са јавних функција „на десет година, а други на пет година“ уклоне државни службеници који су радили под украјинским председником Виктором Јануковичем више од годину дана  „и нису сами дали оставку“ између 25. фебруара 2010. и 22. фебруара 2014. и државни службеници „који су бирани и радили на високим позицијама у совјетској комунистичкој партији, били стални радници или тајни агенти совјетског КГБ -а, Главног обавештајног одељења совјетског министарства одбране, завршили су високо образовање установе совјетског КГБ-а (осим техничких специјализација), радиле са специјалним службама страних земаља као тајни доушници или су спроводиле догађаје у циљу саботирања темеља националне безбедности, одбране или територијалног интегритета Украјине својим деловањем или недостатком, објављивали позива на кршење територијалног интегритета и суверенитета Украјине, или распирује етничку свађу“. 

## Историја
Лустрација је била један од захтева евромајданских демонстраната.  Протести на Евромајдану почели су у новембру 2013. и завршили се сменом председника Виктора Јануковича 22. фебруара 2014. године. Јехор Собољев је 26. фебруара 2014. номинован да води „Комитет за лустрацију“ у новој влади Јацењука.  Украјински парламент усвојио је 14. августа 2014. године предлог закона о лустрацији владе којим су уведене „процедуре за провођење провера државних службеника и људи који су номиновани за владине функције у циљу одлучивања да ли испуњавају одређене критеријуме за заузимање одговарајућег положаја“.  Предлог закона је усвојен уз подршку 252 од 450 посланика. Украјински парламент је 16. септембра 2014. у трећем читању усвојио закон о лустрацији и тако коначно усвојио закон који је ступио на снагу 16. октобра 2014.  Шеф радне групе која је финализирала предлог закона о лустрацији Јуриј Деревјанко рекао је да се усвојени документ разликује од закона који је парламент разматрао у првом читању. 
Први талас лустрације, у октобру 2014, резултирао је сменом 39 високих функционера.  До средине септембра 2015. лустрирано/отпуштено је 700 званичника.

## Критика
Према речима генералног тужиоца Украјине Виталија Јареме, закон о лустрацији који је усвојио украјински парламент није у складу ни са украјинским уставом ни међународним правом, и упозорио је да ће „његово доношење имати негативне последице“. 
Володимир Јаворски из Харковске групе за заштиту људских права описао је предлог закона о лустрацији од 14. августа 2014. као „неразуман“. Он је упозорио да би његова примена подразумевала "озбиљна систематска кршења људских права", јер ће, између осталог, бити погођено превише људи, укључујући и последице смењивања званичника који се не могу лако заменити. 
Венецијанска комисија Савета Европе одлучила је 12. децембра 2014. да закон о лустрацији садржи неке озбиљне недостатке; тражила је ревизију критеријума за лустрацију, одлагање административних одлука о лустрацији и објављивање информација о томе ко је предмет лустрације тек након доношења правоснажне судске пресуде.